# Liste der Kulturdenkmäler in Hirz-Maulsbach
In der Liste der Kulturdenkmäler in Hirz-Maulsbach sind alle Kulturdenkmäler der rheinland-pfälzischen Ortsgemeinde Hirz-Maulsbach aufgelistet. Grundlage ist die Denkmalliste des Landes Rheinland-Pfalz (4. Mai 2023).

## Einzeldenkmäler
| Bezeichnung | Lage               | Baujahr                            | Beschreibung                                             | Bild |
| ----------- | ------------------ | ---------------------------------- | -------------------------------------------------------- | ---- |
| Quereinhaus | Hauptstraße 3 Lage | 18. und Mitte des 19. Jahrhunderts | Fachwerk-Quereinhaus, 18. und Mitte des 19. Jahrhunderts | BW   |